# Hands Across the Sea

Titelblatt von 1899

Hands Across the Sea (deutsch „Ein Handschlag über die See“) ist der Titel eines amerikanischen Militärmarschs, den John Philip Sousa 1899 komponierte.

## Geschichte
Sousa komponierte den Marsch im Jahr 1899. Zur Entstehungsgeschichte sagte er im März 1918:

„Nach dem Krieg gegen Spanien gab es diesen Krieg uns gegenüber betreffend verschiedene Positionen in Europa. Während einige Staaten der Ansicht waren, dass wir keine Berechtigung zum Eingreifen hatten, waren andere von der Ehrlichkeit unserer Sache überzeugt. Eines Abends las ich in einem Theaterstück (von Frere) die folgende Zeile: ‚Ein plötzlicher Gedanke kam mir – lasst uns ewige Freundschaft schwören.‘ Dieses Zitat brachte mich unmittelbar auf den Titel ‚Hands Across The Sea‘ für diese Komposition und innerhalb nur weniger Wochen war der nun berühmte Marsch ein Fakt.“

Bei der Uraufführung 1899 in der Academy of Music in Philadelphia war das Publikum so begeistert, dass er drei Mal wiederholt wurde. Das Stück ist „keiner bestimmten Nation, sondern allen Freunden Amerikas in der Ferne“ gewidmet.

## Komposition
Der Marsch steht in F- und B-Dur und wird als patriotisch und idealistisch beschrieben.
Ein Rezensent beschreibt das Werk wie folgt:

“Hands Across the Sea opens with a jaunty, carefree theme, the wind sonorities light and generally in their middle and upper ranges. An equally attractive march appears midway through, its manner initially mellow and nonchalant. It gradually turns more animated and colorful, the piccolo dancing merrily above suave wind sonorities. The work closes with this spirited theme playing proudly, the brass flamboyant, the cymbals crashing, and the whole brimming with festivity and vivid color.”

„Hands Across the Sea beginnt mit einem fröhlichen, unbeschwerten Thema, das in mittlerer und höherer Lage vorgestellt wird. Auf halber Strecke erscheint ein gleichfalls ansprechender Marsch, anfangs weich und unbekümmert. Sukzessive wird es lebhafter, die Piccolo tanzt fidel über sanften Blasmusikklängen. Das Werk endet mit dem beherzten Thema, das stolz von strahlenden Blechbläsern und krachenden Becken gespielt wird, alles ist voll von Festlichkeit und Freude.“